# Alioune Sarr (historien)
Ne doit pas être confondu avec Alioune Sarr (homme politique).
Pour les articles homonymes, voir Alioune Sarr et Sarr.
Alioune Sarr, né le 1er septembre 1908 à Foundiougne et mort le 12 juillet 2001, est un historien sénégalais, écrivain et homme politique, dont les ancêtres se sont illustrés dans les royaumes précoloniaux sérères du Sine et du Saloum autour du XIVe siècle. Ils constituèrent également la classe sulbalƃe  du Fouta Toro (tous au Sénégal actuel),. Son père, Koly Samba Sarr, était autrefois le chef de l'escale de Foundiougne-Gandoune, le chef de la circonscription de Ndiaye-Ndiaye et l'ancien premier ministre du Diognick au Sénégal. Même si Sarr était un homme politique au même titre que son père durant l'ère coloniale, il est surtout connu comme historien et écrivain, surtout après son célèbre travail, Histoire du Sine-Saloum, officiellement publié en 1949 et validé par ses pairs historiens,.

## Carrière politique
En 1963, Sarr était président de l'Assemblée régionale du Sine-Saloum, (Kaolack, Sénégal), un poste qu'il occupait encore en 1964 quand l'historien Martin A. Klein vint effectuer des recherches de terrain préalables à son livre Islam and Imperialism in Senegal. Sine-Saloum, 1847-1914. Durant sa présidence, Sarr a également reçu d'éminents dirigeants africains, tels que le président Sékou Touré lors de sa visite à Kaolack.

## Travaux de recherche
Sarr est l'auteur de – ou a contribué à – plusieurs livres et manuscrits sur l'histoire des Sérères et les royaumes sérères du Sine et du Saloum.
Parmi ses travaux figurent :
- « Histoire du Sine-Saloum », Présence africaine, no  5, 1949[8].
- « Histoire du Sine-Saloum (Sénégal) », 1985[4]
- « Les Guélevars. Origines légendaires. Essai sur l'histoire du Sine-Saloum », in Paris-Dakar, 23 juin 1937, p. 2 ; 15 septembre 1937, p. 2 ; 19 mai 1938, p. 2[9]

### Histoire du Sine-Saloum
À l'origine Histoire du Sine-Saloum était un manuscrit élaboré vers 1930 par Alioune Sarr qui avait consacré plusieurs années de recherche à la rédaction de ce document détaillé portant sur l'histoire ancienne des Sérères (Royaume du Sine et Saloum), leurs villages, leurs provinces et leurs fondateurs (y compris au Bas Saloum - la Gambie moderne –, une ancienne colonie du Royaume du Saloum), les rois sérères, la culture sérère, le processus de couronnement des rois, la dynastie maternelle des Guelwar, les dynasties paternelles sérères et la maison royale, les guerres religieuses et économiques impliquant le Sine et le Saloum, etc.,.
Un extrait est publié en 1948 afin de permettre l'évaluation du document. Le futur président du Sénégal, Léopold Sédar Senghor, convainc Sarr de le faire publier et, à cet effet, prend contact avec un professeur-adjoint d'histoire à la Sorbonne, Michel Devèze, pour qu'il examine le manuscrit. Le professeur Devèze se montre très intéressé, il estime néanmoins qu'il s'agit certes d'« un bon début », mais qui demande encore à être remanié. Alioune Sarr retravaille le document, qui est finalement publié par Présence Africaine en 1949. Bien que le document ait été inédit, certains le connaissaient et l'utilisaient illégalement sans en mentionner l'auteur,. Le document original lui-même ne couvre pas toutes les périodes et certaines sections sont assez brèves. La période lamanique paternelle sérère n'est pas couverte en détail, ni celle du Wagadou maternel (princesses de l'Empire du Ghana qui se marièrent au sein de l'aristocratie paternelle sérère - prédécesseurs des Guelwar). Néanmoins des historiens comme Becker, Martin et d'autres conviennent qu'il contient de nombreuses données originales et que leur contribution à l'histoire globale de ces anciens royaumes est indiscutable.
À l'occasion de ses enquêtes sur les quartiers de Kaolack, l'historien Charles Becker découvre le document grâce à Mamour Mbodj, alors chef de Tiofak. Becker contacte Sarr et, avec son accord, se charge de la typographie, de l'ajout d'une introduction, de notes et d'une bibliographie, puis de la publication avec la mention explicite de l'auteur original. Il en existe de nombreuses éditions (dont 1963, 1983, 1986). Histoire du Sine-Saloum d'Alioune Sarr est l'un des principaux travaux sur l'histoire du Sine-Saloum. Une copie de l'œuvre est déposée aux Archives nationales du Sénégal. En revanche les travaux inédits de son parent, le Goréen Jean-Pierre Sarr, n'ont pas encore été retrouvés.